# Età del bronzo in India
L'età del bronzo in India ebbe inizio intorno al 3000 a.C.; in questa fase ebbe origine la grande civiltà della valle dell'Indo, la cui fase matura è compresa nel periodo tra il 2600 a.C. e il 1900 a.C. Continuò poi nel primo periodo vedico, per essere seguita dall'età del ferro a partire dal 1000 a.C. circa.
L'India del sud, al contrario, rimase ferma alla fase mesolitica fino al 2500 a.C. circa. Nel II millennio a.C., ci possono essere stati dei contatti culturali tra il Nord e il Sud del paese, anche se l'India meridionale salta l'età del bronzo ed entra nell'età del ferro direttamente dal calcolitico.
| Era                                                                                         | Datazione | Fase                                                                            |
| Era della regionalizzazione 4000-2500/2300 A.C. (Shaffer) 5000-3200 A.C (Coningham & Young) | 3300-2600 | Harappa iniziale (prima età del Bronzo)                                         |
| Era della regionalizzazione 4000-2500/2300 A.C. (Shaffer) 5000-3200 A.C (Coningham & Young) | 3300-2800 | Harappa 1 (fase Ravi)                                                           |
| Era della regionalizzazione 4000-2500/2300 A.C. (Shaffer) 5000-3200 A.C (Coningham & Young) | 2800-2600 | Harappa 2 (fase Kot Diji, Nausharo I, Mehrgarh e vinya VII)                     |
| Era dell'integrazione                                                                       | 2600-1900 | Harappa maturo (Civiltà della valle dell'Indo)                                  |
| Era dell'integrazione                                                                       | 2600-2450 | Harappa 3A (Nausharo II)                                                        |
| Era dell'integrazione                                                                       | 2450-2200 | Harappa 3B                                                                      |
| Era dell'integrazione                                                                       | 2200-1900 | Harappa 3C                                                                      |
| Era della localizzazione                                                                    | 1900-1300 | Harappa tardo (Cultura del cimitero H); Cultura della ceramica colorata in ocra |
| Era della localizzazione                                                                    | 1900-1700 | Harappa 4                                                                       |
| Era della localizzazione                                                                    | 1700-1300 | Harappa 5                                                                       |